# Berezlogi (okręg Jassy)
Berezlogi – wieś w Rumunii, w okręgu Jassy, w gminie Sirețel. W 2011 roku liczyła 259 mieszkańców.